# Savigny-sur-Orge
Savigny-sur-Orge – miejscowość i gmina we Francji, w regionie Île-de-France, w departamencie Essonne.
Według danych na rok 1990 gminę zamieszkiwało 33 295 osób, a gęstość zaludnienia wynosiła 4777 osób/km² (wśród 1287 gmin regionu Île-de-France Savigny-sur-Orge plasuje się na 66. miejscu pod względem liczby ludności, natomiast pod względem powierzchni na miejscu 552.).